# Чжай Чжиган
Чжай Чжига́н (кит. упр. 翟志刚, пиньинь Zhái Zhìgāng; род. 10 октября 1966) — первый китайский тайконавт (космонавт), вышедший в открытый космос (2008).

## Биография
Родился 10 октября 1966 года в уезде Лунцзян провинции Хэйлунцзян.
В 1984 году вступил в Коммунистический союз молодёжи Китая.
В 1985 году вступил в НОАК.
В 1989 году окончил Третий лётный институт ВВС НОАК.
С 1991 года — член Коммунистической партии Китая.
С декабря 2013 года — генерал-майор ВВС.

## Космическая подготовка и полёты
В январе 1998 года официально был включен в группу первых космонавтов КНР.
В 2003 году был кандидатом в состав экипажа первого в Китае пилотируемого космического корабля «Шэньчжоу-5».
В 2005 году был включен кандидатом в состав экипажа корабля «Шэньчжоу-6».

### Первый полёт
Свой первый космический полёт совершил в составе экипажа корабля «Шэньчжоу-7».
25 сентября 2008 года «Шэньчжоу-7» стартовал с космодрома Цзюцюань. Через сутки, 27 сентября, Чжай Чжиган первым из китайских космонавтов вышел в открытый космос. Для выхода им использовался китайский скафандр «Фэйтянь». Его коллега Лю Бомин использовал российский скафандр «Орлан». За бортом Чжай Чжиган провёл около 15 минут. Первоначально планировалось, что выход в открытый космос займёт 20-40 минут, однако из-за ложного сигнала пожарной тревоги на корабле время внекорабельной деятельности было сокращено.
28 сентября 2008 года в 17:37 CST «Шэньчжоу-7» совершил посадку.
После первого полёта он продолжил работать в отряде космонавтов.  

### Второй полёт
Весной 2021 года он вошёл в состав дублирующего экипажа миссии «Шэньчжоу-12». 
15 октября 2021 года, в качестве командира экипажа, совместно с Ван Япин и Е Гуанфу стартовал на корабле «Шэньчжоу-13». В тот же день корабль, в автономном режиме, состыковался с китайской орбитальной станцией Тяньгун.  
В ходе полёта осуществил два выхода в открытый космос:  
7 ноября 2021 продолжительностью 6 часов 25 минут (совместно с Ван Япин)  
26 декабря 2021 продолжительностью 6 часов 11 минут (совместно с Е Гуанфу).  
16 апреля 2022 года экипаж «Шэньчжоу-13» вернулся на Землю совершив посадку на посадочной площадке «Дунфэн» в автономном районе Внутренняя Монголия в Северном Китае.
Во время второго полета Чжай Чжиган стал третьим хантяньюанем (китайским космонавтом), после Не Хайшэна и Ван Япин, достигшим отметки в 100 суток пребывания на околоземной орбите.  
Статистика
| # | Стартовый корабль | Старт, UTC        | Экспедиция  | Корабль посадки | Посадка, UTC      | Налёт                      | Выходы в открытый космос | Время в открытом космосе |
| - | ----------------- | ----------------- | ----------- | --------------- | ----------------- | -------------------------- | ------------------------ | ------------------------ |
| 1 | Шэньчжоу-7        | 25.09.2008, 13:10 | Шэньчжоу-7  | Шэньчжоу-7      | 28.09.2008, 09:37 | 2 суток 20 часов 27 минут  | 1                        | 00 часов 22 минуты       |
| 2 | Шэньчжоу-13       | 15.10.2021, 16:23 | Шэньчжоу-13 | Шэньчжоу-13     | 16.04.2022, 01:56 | 182 суток 9 часов 32 минут | 2                        | 12 часов 36 минут        |
|   |                   |                   |             |                 |                   | 185 суток 5 часов 59 минут | 3                        | 12 часов 58 минут        |

## Личная жизнь
Чжай Чжиган женат на Чжан Шуцзин, у них есть сын Чжай Тяньсюн.